# San Miniato
San Miniato (nombre oficial: San Miniato al Tedesco, para distinguirse de la basílica de San Miniato al Monte) es una localidad y comuna italiana en la provincia de Pisa, en la región de la Toscana.
San Miniato se sitúa en una estratégica localización histórica en lo alto de tres pequeñas colinas donde se domina el bajo valle del Arno entre los valles de Egola y Elsa. Es, además, la ciudad de origen de la familia Bonaparte.

## Historia
En la Edad Media, San Miniato estaba en la Via Francigena, que era la principal ruta de conexión entre el norte de Europa y Roma. Actualmente se asienta en la intersección de la carreta Florencia - Pisa con la de Lucca - Siena. A lo largo de los siglos San Miniato fue, por lo tanto, expuesta a un constante flujo de ejércitos amistosos y hostiles, comerciantes de todas las variedades de mercancías y servicios y otros viajeros.
Evidencias arqueológicas indican que el emplazamiento de la ciudad y sus alrededores fueron habitados desde, por lo menos, el Paleolítico. Esta zona era muy bien conocida por los etruscos y por los romanos, para quienes era un puesto militar conocido como Quarto. Además, una necrópolís del siglo III a. C. fue descubierta cerca de Fontevivo.
La primera mención en un documento histórico es de una pequeña villa organizada alrededor de una capilla dedicada a San Miniato construida por los lombardos en el 783. Al final del siglo X San Miniato se jactó de una población importante protegida por un foso y un castillo construidos por Otón I, cuyo vicario imperial gobernaba toda la Toscana.
Los primeros muros con torres defensivas fueron levantados en el siglo XII durante el tiempo en que Italia fue dominada por Federico I Barbarroja. Bajo el mandato de su nieto, Federico II, se mejoraron las fortificaciones de la ciudad ampliando los muros y realizando otros trabajos y construcciones defensivas, incluidas la Rocca y su torre. La Rocca desapareció hace mucho tiempo pero la torre, que fue asaltada por los nazis durante la Segunda Guerra Mundial, ha sido reconstruida y restaurada en su totalidad en el año 1958.
Durante los últimos años del siglo XIII y principios del siglo XIV, San Miniato fue devastada durante el conflicto entre las fuerzas de güelfos y gibelinos. Inicialmente una ciudad gibelina, se convirtió en güelfa en 1291, al aliarse con Florencia y en 1307 luchó junto a otros miembros de la liga de los güelfos contra la ciudad gibelina de Arezzo.
En 1347 San Miniato estuvo bajo control florentino, a cuyo lado permanecería. Sin embargo hubo un breve período entre 1367 y 1370 donde, instigada por Pisa, se rebeló contra Florencia y otro breve periodo entre 1777 y 1779, durante la conquista Napoleónica. En 1622 se convierte en sede episcopal y se le concede el título de ciudad.
Fue parte del gran ducado de Toscana cuando el ducado fue absorbido por el recién formado Reino de Italia en 1860.

## Demografía
| Gráfica de evolución demográfica de San Miniato entre 1861 y 2001 |
|                                                                   |
| Fuente ISTAT - elaboración gráfica de Wikipedia                   |

## Lugares de interés

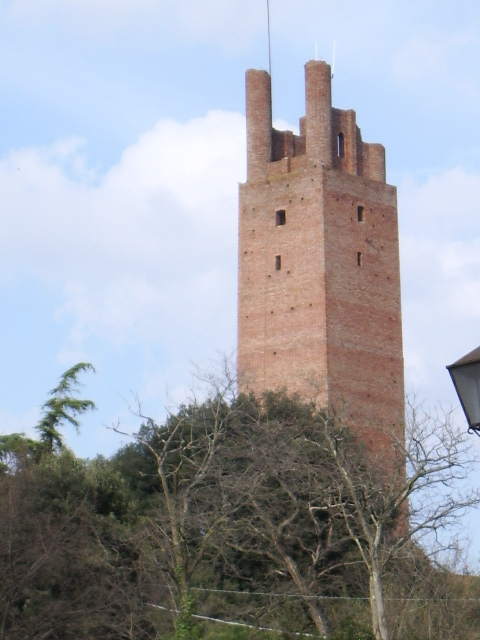
La Rocca.

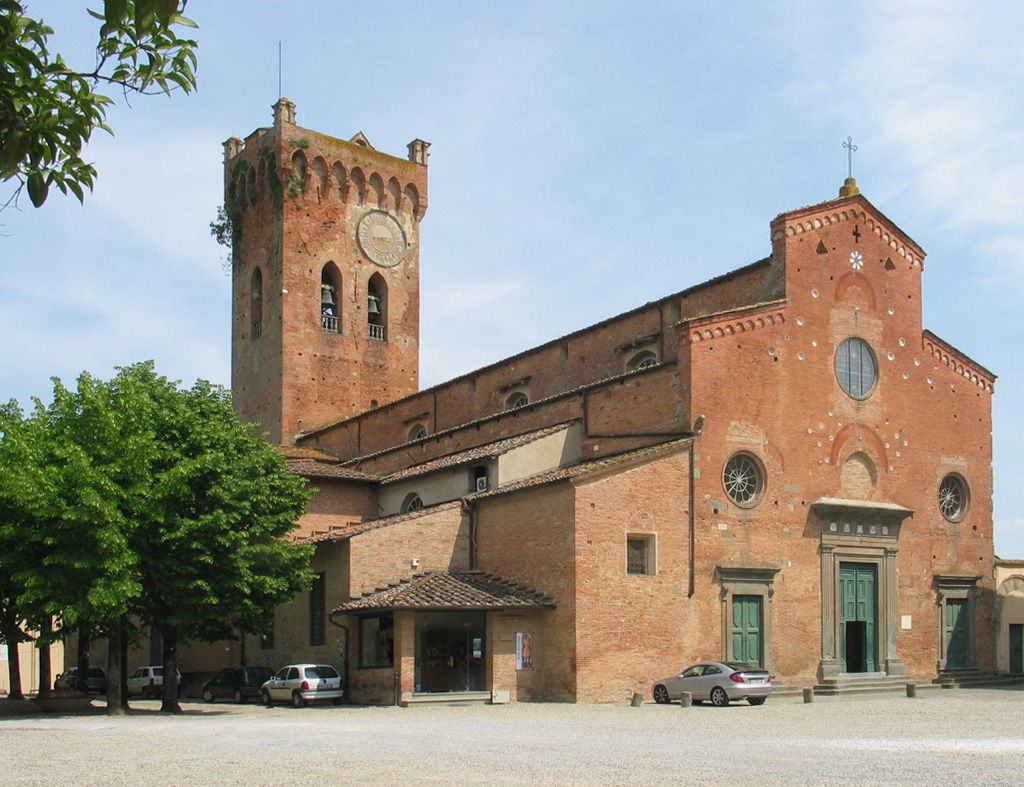
La catedral de San Miniato.

La ciudad está encerrada dentro de un recinto medieval bien preservado. Entre los principales monumentos se incluyen:
- La Torre de Federico, erigida por Federico II en el siglo XII en lo alto de una colina a una altitud de 192 metros, con una vista magnífica de toda la región de Valdarno. Aquí estuvo prisionero su canciller, Pier delle Vigne, antes de suicidarse. Durante la Segunda Guerra Mundial, fue destruida por los nazis para prevenir que los aliados la utilizasen como torre de bombardeo, pero fue reconstruida en 1958.
- La catedral (Il Duomo), dedicada a Nuestra Señora de la Asunción y San Ginés, fue originalmente una construcción románica, pero sufrió importantes remodelaciones en varios momentos y exhibe elementos arquitectónicos góticos y algunos renacentistas. La fachada incorpora un buen número de coloridas vasijas de mayólica. El interior es de planta en cruz latina con una nave central y dos naves laterales. Al campanario de la catedral, una fortaleza aneja a la misma, se lo llama la torre de Matilde y ostenta un reloj dispuesto asimétricamente.
- El museo diocesano, próximo a la catedral. Esta galería contiene trabajos de Filippo Lippi, Empoli, Neri di Bicci, Fray Palazzo dei Vicari, Frederico Cardi (conocido como Cigoli) y Verrocchio.
- El Palacio de los Vicarios, construido por el emperador Otón IV durante el siglo XII, incorpora una de las más antiguas y conocidas torres almenadas. En el interior se observan bastantes frescos interesantes. Es ahora un hotel.
- El Palacio comunal, una construcción del siglo XIV es ahora el ayuntamiento de la ciudad. Su magnífico vestíbulo fue decorado por Cenni di Francesco. También contiene un oratorio del siglo XVI.
- La iglesia de San Francisco, originalmente construida a principios del siglo XIII con una fachada románica, su interior contiene capillas de estilo gótico y capillas del siglo XIV y XV.

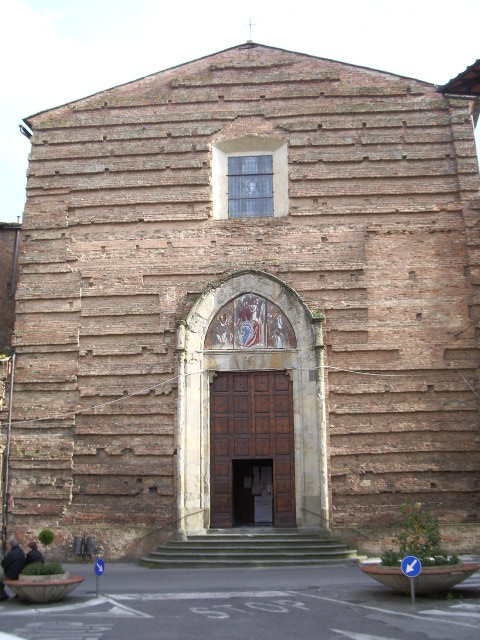
Iglesia de Santo Domingo.

- La iglesia de Santo Domingo fue originalmente construida en el siglo XIV, pero tiene una fachada incompleta. Su interior contiene trabajos de terracota de Luca della Robbia, un fresco atribuido a Masolino da Panicale y un monumero funerario esculpido por Donatello. Cerca de la fachada comienza la Via Angelica, un túnel que conecta con las afueras de la ciudad.
- Convento de San Francisco. Presumiblemente fundado por el mismo San Francisco de Asís en 1211 cuando visitó la ciudad, el convento está situado detrás de la ciudad más, arriba de la colina.
- Otras construcciones y monumentos dignos de ver incluyen el santuario del obispo, con una fachada barroca con el diseño de un anfiteatro, diseñada por Cigoli y el santuario del crucifijo, recientemente restaurado; la desantificada iglesia de San Martín, que ha sido un convento, luego una prisión y ahora es usada para convenciones.

Hay también muchos palacios renacentistas, construidos por ricas familias aristocráticas como los Roffia, Grifoni, Formichini y los Bonaparte, antecesores de Napoleón.

## Ciudades hermanadas
- Betlehem,  Palestina
- Uagadugú,  Burkina Faso
- Silly,  Bélgica
- Villeneuve-lès-Avignon,  Francia

## Distritos o barrios de la ciudad
Balconevisi, Bucciano, Canneto, Catena, Cigoli, Corazzano, Cusignano, Isola, Molino d'Egola, Ponte a Egola, Ponte a Elsa, Roffia, San Donato, San Miniato Basso, San Romano, La Scala, La Serra, Stibbio